# La amiga estupenda (novela)
La amiga estupenda (título original en italiano: L'amica geniale) es el primer volumen del ciclo de cuatro novelas de Elena Ferrante, que se ha dado a conocer en diversos países como La saga napolitana.  Se publicó originalmente en italiano en 2011, y los otros tres volúmenes fueron publicados en intervalos de un año.
La tetralogía cuenta la historia de una amistad de por vida entre dos mujeres napolitanas de origen pobre con naturalezas opuestas y desarrollo desigual. La primera parte, La amiga estupenda, narra su infancia (La historia de Don Achille) y su primera juventud (La historia de los zapatos).
Una reseña de la obra de Ferrante, y de esta novela en particular, en el New Yorker en 2013 ayudó a la autora a abrirse camino en el mercado del libro estadounidense y provocó una respuesta mundial que continuó en los años posteriores. En 2015, Literary Critics votó a La amiga estupenda en la selección de las 20 mejores novelas 2000-2014 de la BBC. La traducción al español de Celia Filipetto fue publicada en 2012 por la editorial Lumen. Los volúmenes posteriores fueron Un mal nombre (2013), Las deudas del cuerpo (2014) y La niña perdida (2015), todos ellos traducciones de Filipetto editadas por Lumen.

## Argumento

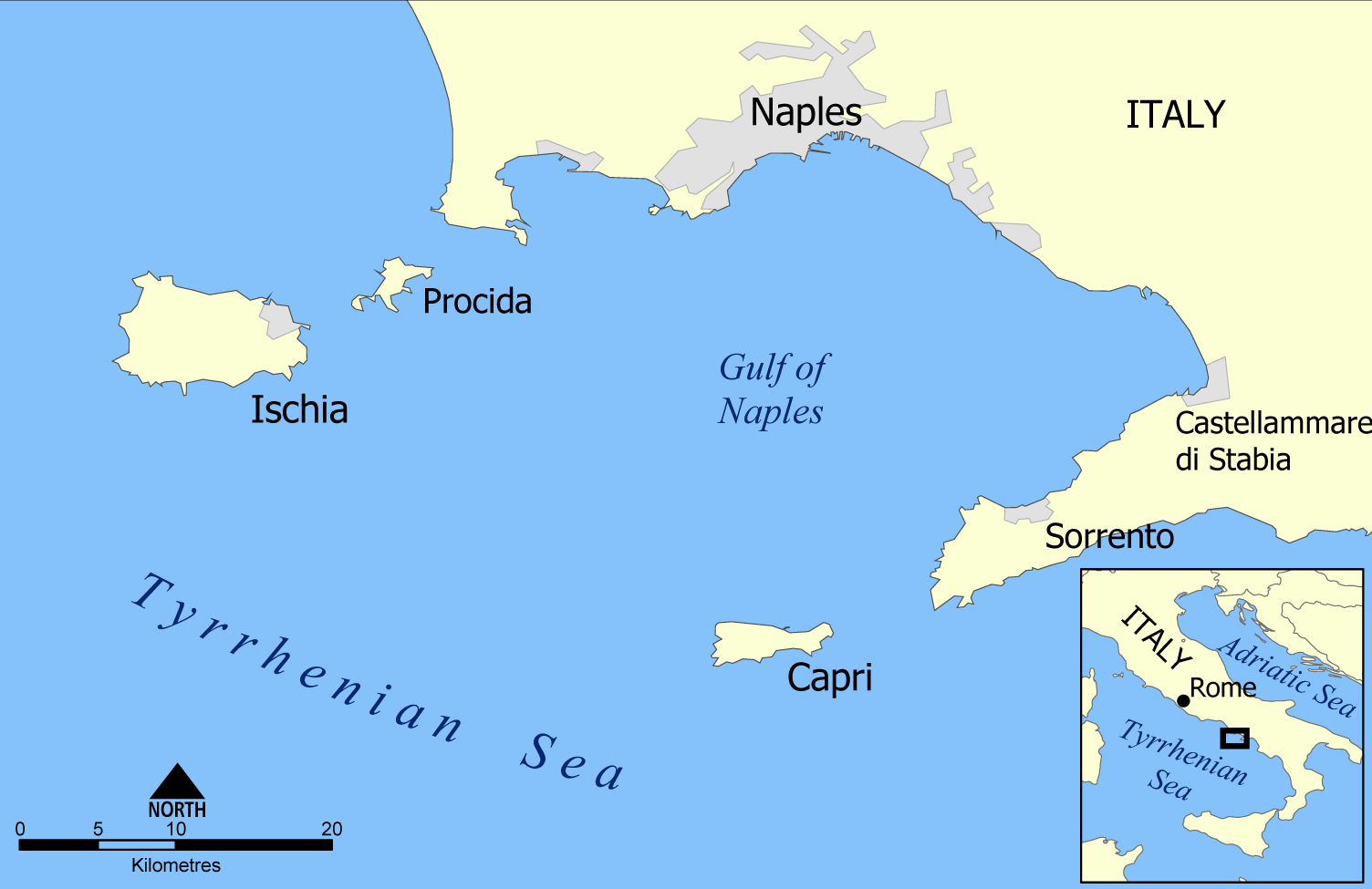
Nápoles e Ischia, las localizaciones argumentales del primer volumen

En un breve prólogo, aparentemente parte de la historia de fondo, la narradora en primera persona, Elena, de 66 años, que vive en Turín, se entera de que su amiga de toda la vida, Lila, ha desaparecido y ha borrado todo rastro de su existencia. A diferencia del hijo de Lila, Rino, que recurre a ella en busca de ayuda, Elena no se sorprende por este paso radical y lo utiliza como una oportunidad para poner por escrito las historias de ambas mujeres.
Nacidas en agosto de 1944, las niñas de familias numerosas, Raffaella Cerullo (llamada Lina o Lila) y Elena Greco (también llamada Lenuccia o Lenù), crecen en un barrio pobre de Nápoles y son las mejores de su clase de escuela primaria. Fuera de ello, son fundamentalmente diferentes: Lila es intrépida, obstinada, rebelde y no busca reconocimiento, ni siquiera por el hecho de que ya sabe leer y escribir; Elena, en cambio, es ansiosa e insegura, trabajadora y disciplinada; cree que nunca hace nada por convicción, a diferencia de Lila, que para ella encarna la determinación y a la que se une a la hora de superar pruebas infantiles de valentía. Lo más destacado es su paseo junto a Don Achille Carracci, un camorrista que también es temido por los adultos y, para las niñas, el epítome del verdadero demonio de los cuentos de hadas. Sin miedo, Lila le exige que le devuelva las muñecas que les robó, una demanda que, aunque aparentemente inocente, él intenta resolver dándoles dinero.

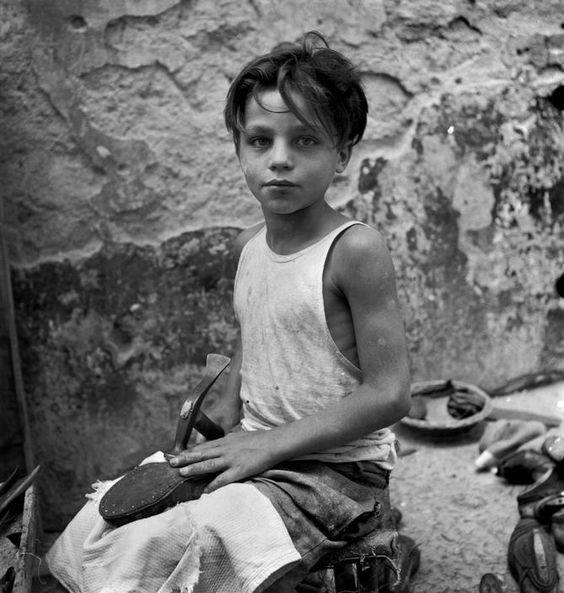
Zapatero en Nápoles 1948 - Lila tiene aproximadamente la misma edad cuando comienza a aprender el oficio

Al final de la escuela primaria los caminos de vida de las protagonistas se separan, porque los padres de Lila se niegan a gastar dinero en la educación superior de su hija, mientras que los de Elena, bajo la presión de su maestra comprometida Oliviero, que apoya a ambas niñas por igual, finalmente transigen. De ahí en adelante, la maestra solo apoya a Elena.
Mientras Elena cursa primero la secundaria y luego el bachillerato, Lila trabaja en el taller de zapatería de su padre. A pesar de este hándicap, Lila se mantiene superior durante mucho tiempo, ya que sigue descubriendo cosas nuevas con las que es capaz de sorprender a quienes la rodean, ya sea como creativa diseñadora de calzado o como ávida lectora de la biblioteca regional. Cuando una vez explica la gramática latina a su amiga que está buscando ayuda (que, como siempre, ella misma aprendió), provoca un impulso en su carrera escolar. Elena gana confianza en sí misma, los profesores se fijan en ella y la alientan, de modo que, en base a su estricto régimen de estudio, asciende gradualmente a la cima, pero siempre consciente de que ese rango en realidad le pertenece a Lila. Oliviero también sigue influyendo en Elena, le presta sus libros y le posibilita unas vacaciones de verano más largas en Ischia. Allí, la joven de casi 15 años realmente prospera, en parte por el sol, el mar y la buena comida, pero también por los elogios por su diligencia en la lectura y el trabajo, que la anfitriona generosamente le dona y que ella no conoce de casa. Su estadía se ve empañada solo por dos hombres de la familia Sarratore (los únicos que alguna vez abandonaron su vecindario). En vez de lo que espera en vano del hijo, Nino, dos años mayor que ella (una clara muestra de su afecto), se ve confrontada con su padre, el notorio mujeriego y “poético ferroviario” Donato, quien la obliga violentamente.
De vuelta en Nápoles, Elena comienza una relación con el mecánico de automóviles Antonio Cappuccio, aunque sigue enamorada del estudiante de secundaria Nino. Sin embargo, sus preocupaciones palidecen rápidamente en comparación con las de su amiga. Lila se ha convertido en una belleza y está siendo cortejada por dos pretendientes de poco más de 20 años. Ambos son ricos e hijos de camorristas. Lila rechaza categóricamente a Marcello Solara, el cual, sin embargo, trata de acomodarse en su familia a través de visitas diarias y regalos caros. El otro pretendiente, que parece más serio, es Stefano Carracci, hijo mayor de don Achille, desafiado por las valientes niñas, y dueño de una salumeria desde la muerte de aquel. Se ofreció como inversor al padre de Lila para convertir su taller de zapatería en una pequeña empresa de calzado, siempre que en ella se realizaran los diseños de Lila. También compra el primer par de zapatos de su colección, que ella ha tenido durante mucho tiempo, aunque le quedan pequeños. Lila y su hermano mayor, Rino, lograron en secreto y con esmero que su padre haga exactamente lo que ahora sugiere Stefano. El proyecto se implementa y Stefano recibe el esperado 'sí' tanto del padre de Lila como de ella misma. Ella tiene 16 años cuando se casa. La celebración, que fue preparada con mucha pompa, al igual que muchas dificultades y con el apoyo activo de Elena, termina con un doble susto para la novia: Marcello Solara se mezcla con los invitados como algo natural, ¡y lleva los zapatos que ella hizo! Así que Stefano incumplió su palabra dos veces el día de su boda: le había prometido firmemente a Lila que impediría que Marcello viniera y le había declarado que apreciaba lo que esos zapatos significaban para ella.

## Forma

### Perspectiva narrativa
Si se compara La amiga estupenda con las tres primeras novelas de Ferrante, que aparecieron nuevamente en una edición completa en 2012, algunas cosas nuevas llaman la atención formalmente, pero también las hay familiares. Entre las novedades destaca, por ejemplo, la riqueza de figuras, mientras que entre las constantes está el ceñirse al punto de vista desde el que se cuenta la historia. Es, como la misma Ferrante lo describe, la perspectiva de una mujer “fuerte, lúcida, culta” de la clase media actual, una protagonista femenina con mucho potencial de identificación. Actúa como una narradora en primera persona que, a pesar de la gran distancia temporal de los hechos, permite vivirlos de cerca y, a pesar de su carácter contemplativo, proporciona al lector mucha acción. No hace suposiciones sobre lo que impulsa y preocupa a los demás, ni siquiera con respecto a Lila. Eso sin duda tendría un gran atractivo, tanto para ellos como para el lector. El hecho de que ella se resista crea una imagen emocionante de su "amiga brillante", una vita activa que aparentemente no conoce motivos. Eso es parte de su fascinación y la convierte a ella, Lila, en el personaje "más estupendo" de la novela.
Sin embargo, la suposición de que lo que se cuenta en La amiga estupenda se debe a la perspectiva, únicamente al punto de vista de Elena, se relativiza en el segundo volumen. Allí, el lector se entera de que Elena hace que las notas que le dio Lila y que se remontan a su infancia sean tan "propias" que son básicamente indistinguibles de lo que está escribiendo en la novela, y no se sabe de quién son. Pero incluso esta lectura se pone en perspectiva si se interpreta a la pareja de amigas como dos facetas de una misma persona. La amiga estupenda también sitúa esta posible interpretación en la tradición de otras obras complejas de la literatura mundial, incluido el Fausto de Goethe, del que Ferrante tomó el lema de su novela.
Una de las declaraciones más sorprendentes de Lila apoya aún más esta interpretación. Afecta al título de la novela y de golpe no cambia la perspectiva narrativa, sino la perspectiva del lector. El efecto logrado es tanto mayor cuanto que el narrador en primera persona evita aquí cualquier comentario. Hasta el momento en que Lila –casi al final de la novela– hace esa afirmación, el lector asume naturalmente que el título La amiga estupenda está destinado a ella, que corresponde exactamente a la imagen que “el eterno segundo que Elena obtuvo de su mejor amiga”. La sorpresa es aún mayor cuando Lila de improviso desordena esto: mientras ambas están ocupadas probándose el vestido de novia de Lila, también hablan sobre el futuro de Elena; quien cree que el aprendizaje terminará en dos años después de graduarse de la escuela secundaria. Lila responde que no debe ser, que incluso pagaría su formación superior, porque: “Eres la amiga estupenda, tienes que ser el mejor de todos, chicos y chicas. Lo que sigue es la continuación de los preparativos de su boda, ninguna discusión, ni siquiera una consulta, tampoco una reflexión intelectual, ni aquí ni después, ni con Elena ni -especulativamente- con Lila. Al menos Ferrante no habla de eso. El lector se queda con mucho espacio para la interpretación.

### Estilo narrativo
James Wood elogia el sorprendente cambio de perspectiva de Ferrante como una ruptura irónica exitosa y como una oportunidad para que el lector obtenga una visión completamente nueva de la novela en su conjunto. También considera su truco como uno de los muchos giros que aumentan el suspenso en la novela. La "defenestración" de Lila -su padre pone fin a la discusión de una semana sobre su futuro escolar, que ella también condujo agresivamente, tirándola literalmente por la ventana-, Iris Radisch incluso la compara con el "clásico punto de inflexión de una tragedia ". Verena Auffermann enfatiza un tercer giro de este tipo, a través del cual sale a luz el genio de Lila: la alumna de primer grado Lila interrumpe la lección y no reacciona a las advertencias, la maestra se levanta, se cae y se queda (los estudiantes sospechan: muerta) tendida. Regresa unos días después y le ordena a Lila que pase al frente, no para castigarla, sino para elogiarla por haber aprendido a leer y escribir sola a la edad de tres años (lo cual le hace demostrar frente a la clase y su madre, que ha sido especialmente invitada).
Las dos partes de esta secuencia, transgresión/desgracia y cambio a mejor, no son narradas en bloque por Ferrante. Las divide en tres capítulos, pero no sin la primera parte con uno de los muchos momentos de suspenso (¿Está realmente muerto el maestra? ¿Qué le pasa a Lila?). A veces, los arcos narrativos son aún más tensos: cada uno de los dos períodos principales de la vida comienza con un episodio que solo se reanuda y termina mucho más tarde. Al final de la novela, Ferrante pone otro elemento de suspenso (¿Cómo reacciona la recién casada Lila ante la doble traición de su marido?) tan efectivamente que "uno [quiere] saber de inmediato cómo continúa." Sandra Kegel reconoce aquí una técnica narrativa de las series de televisión estadounidenses modernas: la narración horizontal, que permite que ciertas líneas argumentales vayan más allá del final de un episodio. Señala además que este procedimiento ya se utilizaba entre los autores de novelas por entregas en el siglo XIX.

### Lenguaje
El "lenguaje elegante e ingrávido" de la autora se destaca en una reseña, y el "tejido ligero de sus oraciones impecables" en otra. En otras dos se dice que cultiva un estilo "tranquilo, sin adornos" y que su lenguaje es "más sencillo" que el de Elsa Morante.
Karin Krieger, la traductora al alemán, considera que el lenguaje de Ferrante es "controlado" y lo explica así: Ella misma siente a menudo la necesidad de describir los "malos sucesos" con "palabras malas, feroces, poderosas", pero Ferrante desiste de ello, y ella debe seguirla en eso.
El manejo del lenguaje es también uno de los temas de la novela. Por un lado, esto se refiere al conflicto constantemente presente entre el dialecto utilizado en la vida cotidiana y el idioma italiano estándar requerido por la escuela, pero dominados de diferentes maneras. Por otro lado, se trata del hecho de que ambas chicas intentan ser autoras: Lila desde temprano y luego distanciándose de ello; Elena poco a poco, pero siempre sintiéndose inferior y con ganas de aprender del estilo más vibrante de Lila.

## Interpretación

### Caracteres

#### Personajes principales
Las condiciones iniciales para ambos protagonistas son casi las mismas: provienen de entornos pobres y ambas son inteligentes, lo que es reconocido y alentado por su maestra de escuela primaria, pero no por sus padres. Elena tiene una pequeña ventaja con su padre, un portero del ayuntamiento que conoce el mundo fuera de su barrio y también se lo muestra a su hija al menos una vez, en un día memorable para ella, y que tiene una mentalidad menos estrecha que su esposa, lo que posibilita la educación de Elena.
Lo que distingue a las dos chicas es que no solo son opuestas en el exterior –Lila la “negra flaca”, Elena la “gordita rubia”–  sino sobre todo en su naturaleza. Elena es obediente, diligente, insegura y vacilante, mientras que Lila es poco convencional, descarada, despiadada y decidida a hacer cualquier cosa. En muchos sentidos, Lila también cumple con las ideas estereotipadas de un “genio descuidado”: Sea lo que fuere lo que aborda, lo logra de inmediato y aparentemente sin esfuerzo; pero con la misma rapidez e intensidad con que surge su interés, a menudo se extingue de nuevo. Su ambición, cercana al perfeccionismo, se enfoca por completo en el asunto en cuestión, y mide el resultado únicamente por su propio juicio, no por el de los demás. Sin embargo, la perspectiva narrativa tiene no poca influencia en la imagen que el lector se lleva de los dos protagonistas. Esta es la visión subjetiva de Elena cuando se hace "mala" y "pequeña" mientras "adora" y "heroiza" a su "brillante amiga" Lila. El primer volumen indica que parece poder liberarse gradualmente de su complejo de inferioridad.
Al evaluar la amistad entre las dos chicas, el aspecto de la competencia juega un papel central. Esta rivalidad se califica de manera diferente en las reseñas. En un caso todo fue positivo: aunque las premisas eran unilaterales (atracción y necesidad), su relación fue libre de rencores e igualmente fructífera para ambas en términos de “afecto, conocimiento, ambición y motivación”. Otros juicios son un poco más escépticos: las novias son casi lo que se llama “frenemies” en inglés; ya en el prólogo queda claro que se trata de quién de los dos tiene “la última palabra”. La amistad de Elena con Lila es un "vínculo con el diablo", al que también se hace referencia en el lema de la novela, tomado del Fausto de Goethe.

#### Personajes secundarios
En total la autora retrata a unas 10 familias y unas 50 personas, además de personajes resaltantes como la maestra de escuela primaria Oliviero o su prima Nella en Ischia. Casi unánimemente, la crítica elogia a Ferrante por lograr "dirigir" un conjunto tan numeroso y crear "personajes memorables" que dibuja con sensibilidad psicológica y deja aparecer en "constelaciones cambiantes", lo que significa que constantemente se agregan nuevas características al personaje. Múltiples ejemplos de personajes secundarios particularmente exitosos son la viuda "loca" Melina Cappuccio, su amante platónico, el director de orquesta poético Donato Sarratore, y su antípoda, su hijo Nino.

### Temas y motivos

#### Nápoles

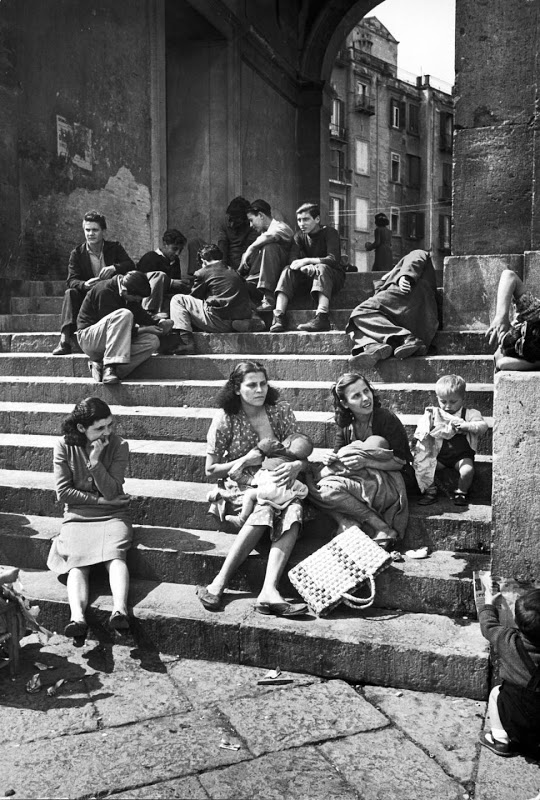
Madres jóvenes en Nápoles 1947. - Lila y Elena tienen casi 3 años en ese momento, sus madres más o menos de la misma edad que estas.

Aparte del episodio sobre Ischia, Nápoles es el único escenario del primer volumen de la tetralogía. Según Maike Albath, ella lo percibió como destinataria en varios niveles: concreto, metafórico y social.
Lo concreto es descrito por otros críticos principalmente como una experiencia de lectura: Con respecto al comienzo, por ejemplo, se dice que con el ascenso de las niñas a Don Achille, uno está “inmediatamente en un escenario en el que crepita”, y refiriéndose a toda la novela, vive de “la destreza del autor en hacer del Rione, el barrio donde crecieron las niñas, una experiencia sensual [...] sus habitantes [...y] la ciudad vieja misma con su luz violeta de los patios [...] las casas sucias, las calles sucias y el olor a pobreza de los rellanos" tan intenso que ella, la ciudad, "se convierte en la verdadera protagonista de la novela".
Ferrante dice de su ciudad natal que es una "ciudad profética" que anticipa "lo peor y lo mejor del mundo". Albath recibió de manera similar el Nápoles descrito en La amiga estupenda: representa “las condiciones del ser humano per se”, anticipando el desarrollo de Italia “con sus leyes, la violencia eruptiva, las clases sociales rígidas, la brutalización y la clandestinidad criminal” e incluso Europa. Las "cualidades metafóricas" también son evidentes en el nombre del distrito en el que se desarrolla la novela: aunque tiene rasgos del área de Forcella, siempre se le llama generalmente ""Rione".
El pensamiento de la mayoría de los residentes de Rione no se extiende más allá de los límites de su barrio; el mundo exterior prácticamente no existe para ellos. Según Albath, un espacio social tan cerrado es caldo de cultivo para “condiciones tribales ” y para “lo que el sociólogo estadounidense Edward Banfield llamó ' familismo amoral'”, es decir, para un mundo en el que “las hijas […] son tiradas por la ventana [...] y vendidas al pretendiente más solvente del barrio".
Las chicas se encuentran desde el principio con la camorra napolitana, que prospera en este caldo de cultivo, e inmediatamente se atreven a acercarse a su jefe, Don Achille, a quien su imaginación fusiona con el demonio de los cuentos de hadas. Incluso buscan inconscientemente este encuentro, ya que cuando juegan siempre colocan sus muñecas peligrosamente cerca del borde del pozo oscuro del sótano, que a su vez asocian con la gran bolsa negra en la que el "demonio" siempre hace desaparecer todo, de modo que cuando terminan tirando sus muñecas, creen saber exactamente quién las tiene. "El agujero negro del crimen organizado", según Franz Haas, "se abrirá simbólicamente una y otra vez en el transcurso del ciclo de la novela.

#### Emancipación

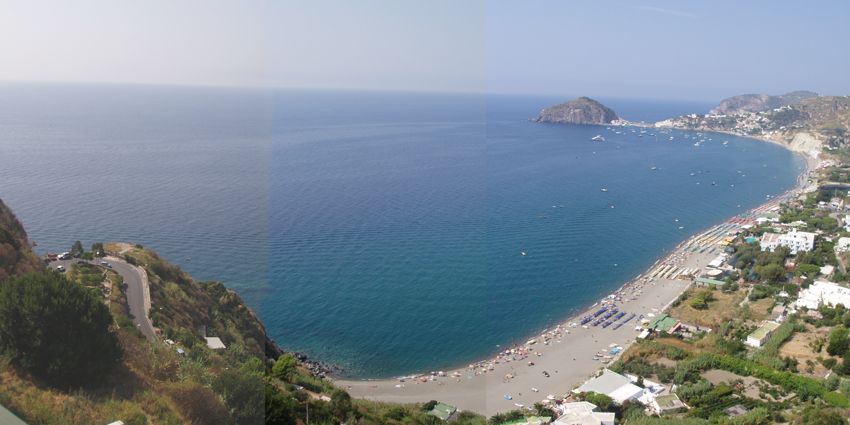
La playa de Maronti en Ischia : Con casi 15 años, Elena fue al mar por primera vez en el verano de 1959.

Cuando se le preguntó qué significa para ella la amistad, Ferrante respondió en una entrevista que era un paso fuera de la esfera privada, un intento de experimentar el propio valor fuera de la familia. En este sentido, la amistad que sitúa en el centro de su novela es en sí misma un acto de emancipación para las niñas. Tampoco se les niega. Es más difícil con todos los demás.
Eso comienza con descubrir el mundo fuera de su Rione. Este paso no está planeado por sus padres. En consecuencia, tienen que romper las reglas y fracasar. La primera vez cuando eran estudiantes de primaria, cuando deciden caminar a escondidas para ver el mar, saltándose la escuela por un día, pero volviendo prematuramente porque subestimaron la distancia y porque Elena encontró a su amiga indecisa por primera vez y a ella misma aún no es lo suficientemente valiente y emancipada para seguir adelante. Más tarde, en la adolescencia, incursionan en barrios más acomodados, acompañadas de amigos varones, donde se sienten extrañas y terminan en violentos enfrentamientos con jóvenes de los mejores círculos.

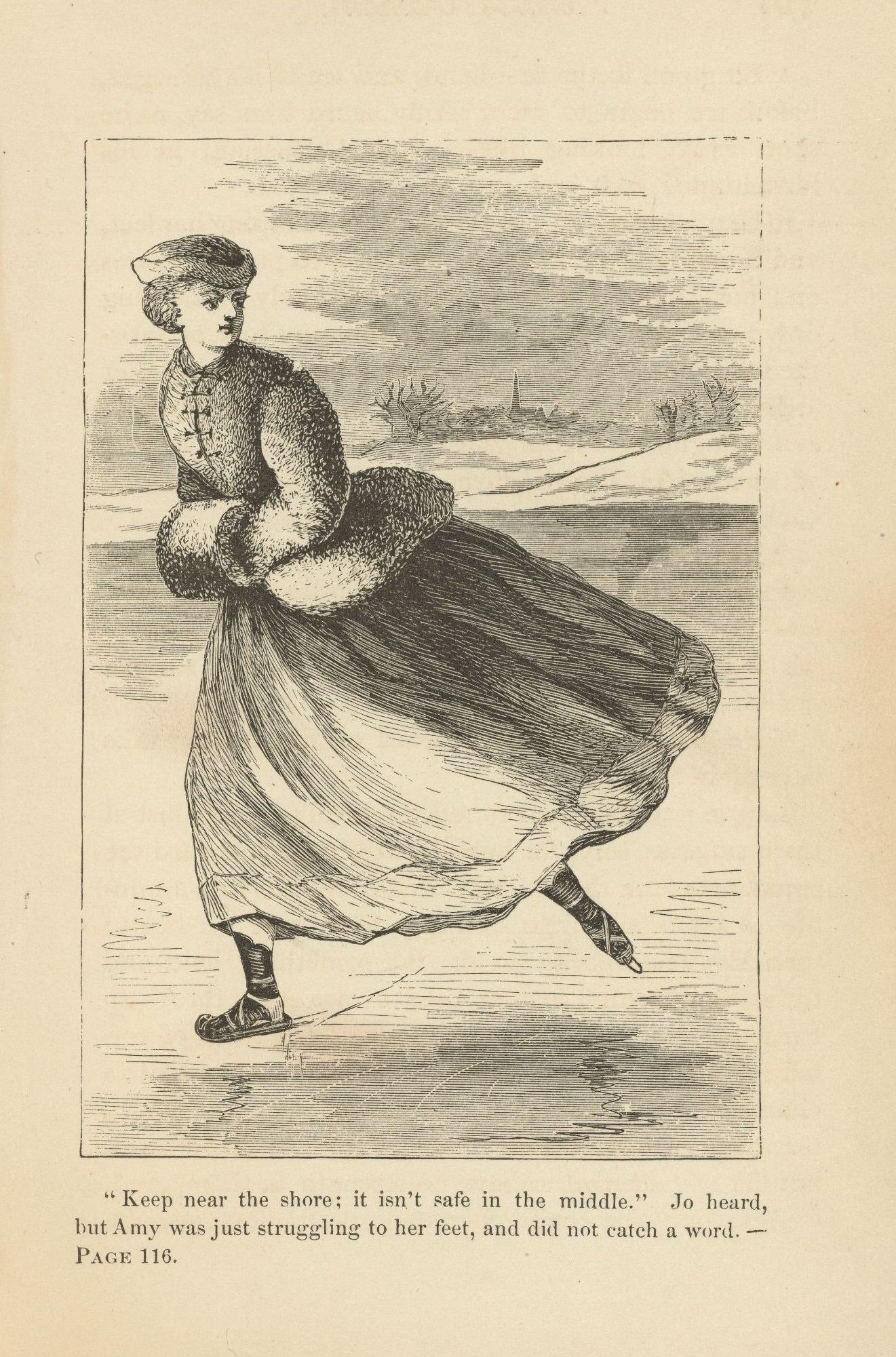
Betty y sus hermanas : el libro que Lila y Elena compran y aman juntas. - Jo, una de las 4 protagonistas (en la foto): para la propia Ferrante una de sus heroínas literarias.

Salir de la pobreza es aún más difícil. A las chicas no les falta imaginación ni energía. Incluso su primera idea las lleva muy cerca de su "destino" y surge literalmente de una "inversión en el futuro" conjunta: con el dinero que Don Achille les dio por sus muñecas perdidas, compran una novela (Mujercitas), que leen con la esperanza de enriquecerse más tarde escribiendo una ellas mismas. Como de costumbre, Lila se pone inmediatamente manos a la obra y escribe “El hada azul”, una historia que le encanta a Elena, y que permanece tan inédita como su primer artículo muchos años después, del que como estudiante de secundaria esperaba tener una efecto formador de identidad.
El segundo intento de Lila -igual de creativa en la pintura- no se hace esperar y, tras abandonar la escuela, es un doble acto de emancipación, en lugar de ayudar a su madre en las tareas de la casa -como se espera de ella-, conquista ella misma un lugar en el taller de zapatero de su padre, y en lugar de trabajar allí junto a los hombres, ella misma diseña zapatos, con la esperanza de fundar una marca familiar con ellos. Con la ayuda de su hermano Rino, también consigue fabricar uno de sus modelos, pero la falta de preparación técnica, la impaciencia de Rino y la estrechez de miras de su padre paralizan su proyecto hasta que Stefano interviene y lo hace posible con su inversión, pero eso sí al precio de su matrimonio.
Es obvio que la novela usa a Lila como ejemplo para mostrar los intentos fallidos de emancipación de una mujer en una sociedad "dominada por hombres". Sin embargo, también habla de al menos uno de esos intentos de emancipación por parte de un hombre: el propio Stefano. En la víspera de Año Nuevo de 1958, él, el hijo mayor del camorrista asesinado Don Achille Carracci, quiere romper con el pasado ("reiniciar todo") invitando no sólo a amigos sino también a viejos enemigos, sobre todo a Pasquale Peluso, el hijo del presunto asesino de su padre. Lo que todos ignoran en su anticipación es que la verdadera motivación de Stefano es puro egoísmo: quiere fortalecer su propio partido contra nuevos "enemigos", los Solara, otra familia de la Camorra que lucha con él por la supremacía en el Rione. En consecuencia, los fuegos artificiales, el punto culminante reconocido de las celebraciones de Nochevieja, se convierten en una demostración de poder, una "guerra de hombres"  y solo crean nuevas dependencias, lo contrario de la emancipación.
Según Iris Radisch, las posibilidades que tienen Elena y Lila en el patriarcado de escapar "del drama de la vida de una mujer tradicional" son solo dos: una conduce a través de la educación al reconocimiento y la riqueza, la otra se base en un "matrimonio ventajoso". Considerando estas posibilidades, Lila está ya con quince años doblemente perjudicada. Una "ruta de escape" ya está bloqueada para ella, y la restante solo le deja la "elección" del solicitante menos "desfavorable". En lo que se refiere a riqueza y comodidad, Lila dejó el Rione muy atrás cuando se casó. Años antes, la maestra Oliviero le anunció a Elena hasta qué punto seguía unida a él con su sombrío pronóstico de que Lila era “plebe”, “chusma”, ya que quería seguir así y por eso no se lo merecía mejor. Esta advertencia, dice James Wood, se cierne sobre Elena a lo largo del primer volumen como la profecía de una tragedia clásica, hasta que en la fiesta de bodas final llega a comprender aún mejor esta vulgaridad, como parte de todos ellos, y como algo de lo cual quiera alejarse y emanciparse.

## Adaptaciones
La dramaturga inglesa April De Angelis adaptó toda la saga napolitana en una obra de teatro en dos partes con una duración total de cuatro horas y media. Se estrenó en el Rose Theatre en el Royal Borough of Kingston upon Thames en marzo de 2017.
La novela fue adaptada a una serie de televisión, dirigida por Saverio Costanzo, que se estrenó en HBO el 18 de noviembre de 2018.

## Literatura
- Elena Ferrante: L’amica geniale: Infanzia, adolescenza. Edizioni e/o, Rom 2011, ISBN 978-88-6632-032-6.

### Literatura secundaria
- Grace Russo Bullaro, Stephanie V. Love (ed.): The Works of Elena Ferrante : Reconfiguring the Margins. Palgrave Macmillan, New York 2016, ISBN 978-1-137-59062-6.